# Emoia caeruleocauda
Espèce
Synonymes
- Mocoa caeruleocauda De Vis, 1892
- Lygosoma cyanurum werneri Vogt, 1912
- Lygosoma werneri triviale Schüz, 1929
- Emoia triviale (Schüz, 1929)
- Emoia werneri (Vogt, 1912)

Statut de conservation UICN

 LC  : Préoccupation mineure
Emoia caeruleocauda est une espèce de sauriens de la famille des Scincidae.

## Répartition
Cette espèce se rencontre en Nouvelle-Guinée, en Mélanésie, en Micronésie, aux Moluques, à Sulawesi, à Bornéo et aux Philippines.

## Étymologie
Le nom spécifique vient du latin caeruleo, bleu, et de cauda, la queue, en référence à la ligne bleu-vif présente sur la longue queue de l'animal.

## Publication originale
- De Vis, 1892 : Zoology of British New Guinea. Part 1. Vertebrata. Annals of the Queensland Museum, vol. 2, p. 1-24.